# گمینا فیرلی
گمینا فیرلی (به لهستانی:  Gmina Firlej) یک گمینا در لهستان است که در شهرستان لوبارتوف واقع شده‌است. گمینا فیرلی ۱۲۶٫۳۷ کیلومتر مربع مساحت و ۵٬۹۳۳ نفر جمعیت دارد.